# Mustela
A Mustela az emlősök (Mammalia) osztályának ragadozók (Carnivora) rendjébe, ezen belül a menyétfélék (Mustelidae) családjába és a menyétformák (Mustelinae) alcsaládjába tartozó nem.

## Rendszerezés
A nembe az alábbi 9 alnem és 15 vagy 16 faj tartozik:
- Cryptogale alnem, 1 faj
  - csíkoshátú menyét (Mustela strigidorsa) Gray, 1855
- Flavogaster alnem, 1 faj
  - sárgahasú menyét (Mustela kathiah) (Hodgson, 1835)
- Kolonocus alnem, 2 faj
  - szibériai görény vagy szibériai menyét (Mustela sibirica) Pallas, 1773
  - japán görény vagy japán menyét (Mustela itatsi) Temminck, 1844 - korábban a szibériai görény alfajának tekintették

- Mustela alnem – 4 faj
  - eurázsiai menyét (Mustela nivalis) (Linnaeus, 1766)
  - hermelin (Mustela erminea) (Linnaeus, 1758) - típusfaj
  - amerikai hermelin (Mustela richardsonii) (Bonaparte, 1838)  - a hermelinről 2021-ben leválasztott faj
  - Haida-szigeti hermelin (Mustela haidarum) (Preble(wd), 1898) - a hermelinről 2021-ben leválasztott faj
- Neoputorius alnem, 1 faj
  - feketelábú görény (Mustela nigripes) (Audubon & Bachman, 1851)
- Oreogale alnem, 2 faj
  - hegyi menyét (Mustela altaica) (Pallas, 1811)
  - jávai görény vagy jávai menyét (Mustela lutreolina) Robinson & Thomas, 1917
- Palaeovison alnem, 1 faj
  - európai nyérc (Mustela lutreola) (Linnaeus, 1761)

- Pockockictis alnem, 1 faj
  - maláj menyét (Mustela nudipes) Desmarest, 1822

- Putorius alnem, 2 vagy 3 faj
  - közönséges görény (Mustela putorius) Linnaeus, 1758
    - vadászgörény (Mustela putorius furo) - egyes rendszerekben különálló fajként kezelik

  - molnárgörény (Mustela eversmannii) Lesson, 1827

Korábban a dél-amerikai menyéteket, a hosszúfarkú menyétet, az amerikai és a tengeri nyércet is ide sorolták. Az amerikai és tengeri nyérceket ezután a Neovison nembe sorolták, majd beolvasztották a Neogale nembe a hosszúfarkú, az amazonasi és a kolumbiai menyéttel együtt egy új monofiletikus csoportba sorolták át, a Neogale nembe.

## Képek

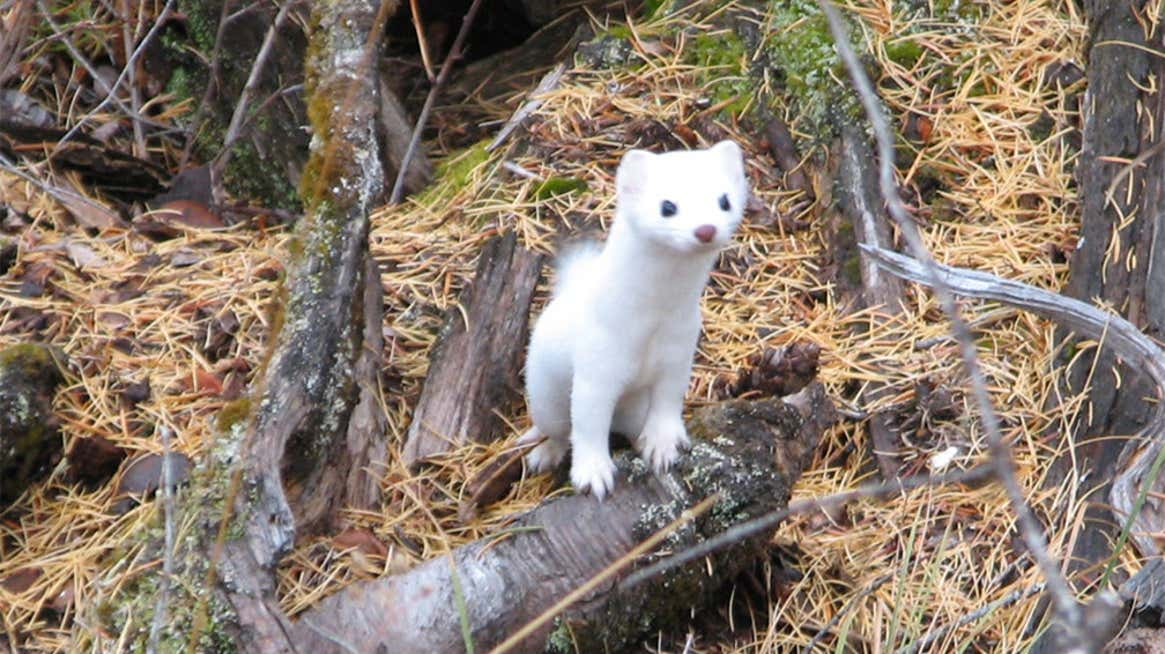
Haida-szigeti hermelin (Mustela haidarum)
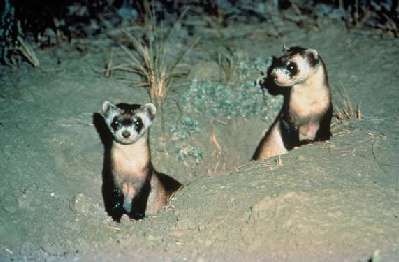
Feketelábú görény (Mustela nigripes) pár
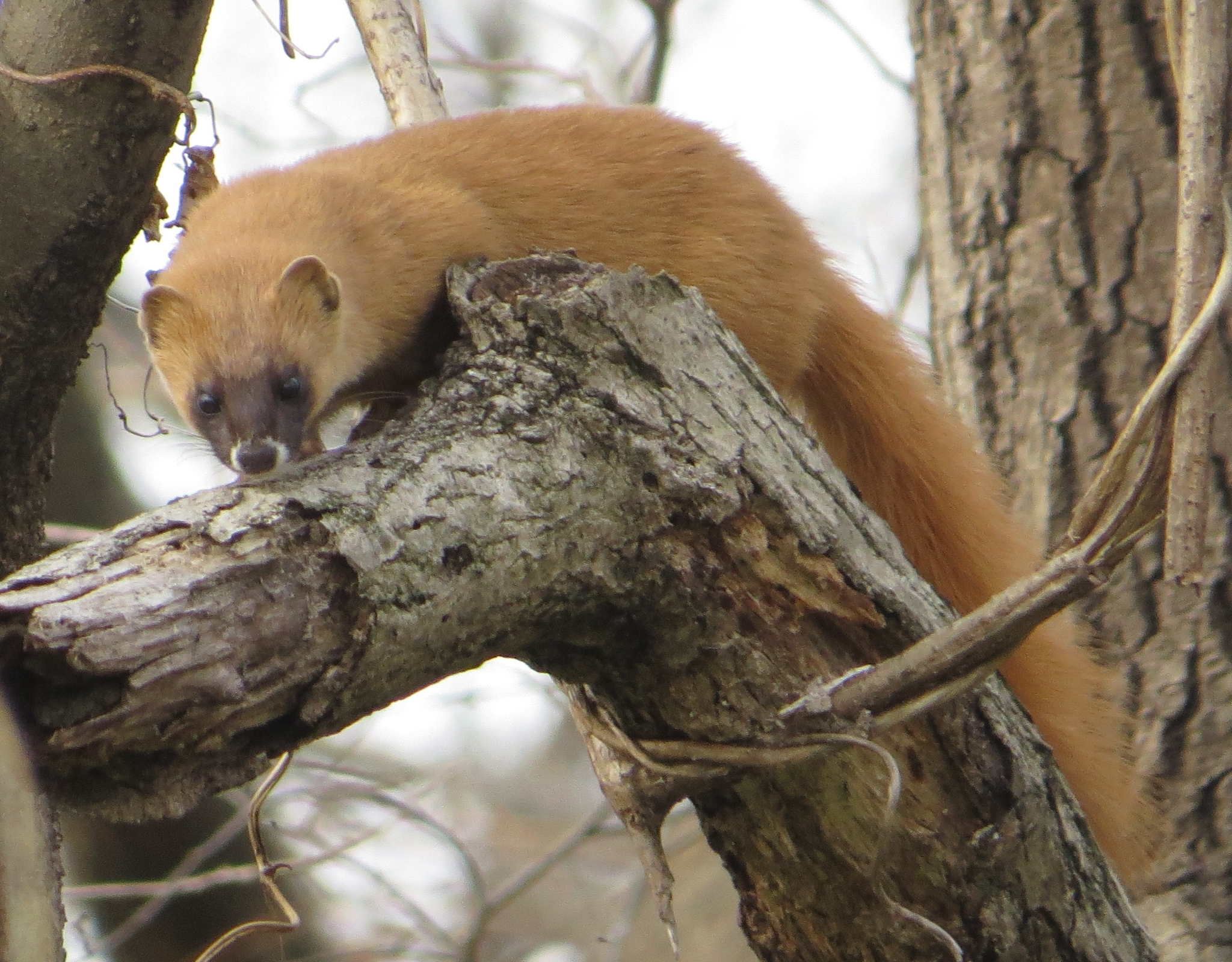
Japán görény (Mustela itatsi)
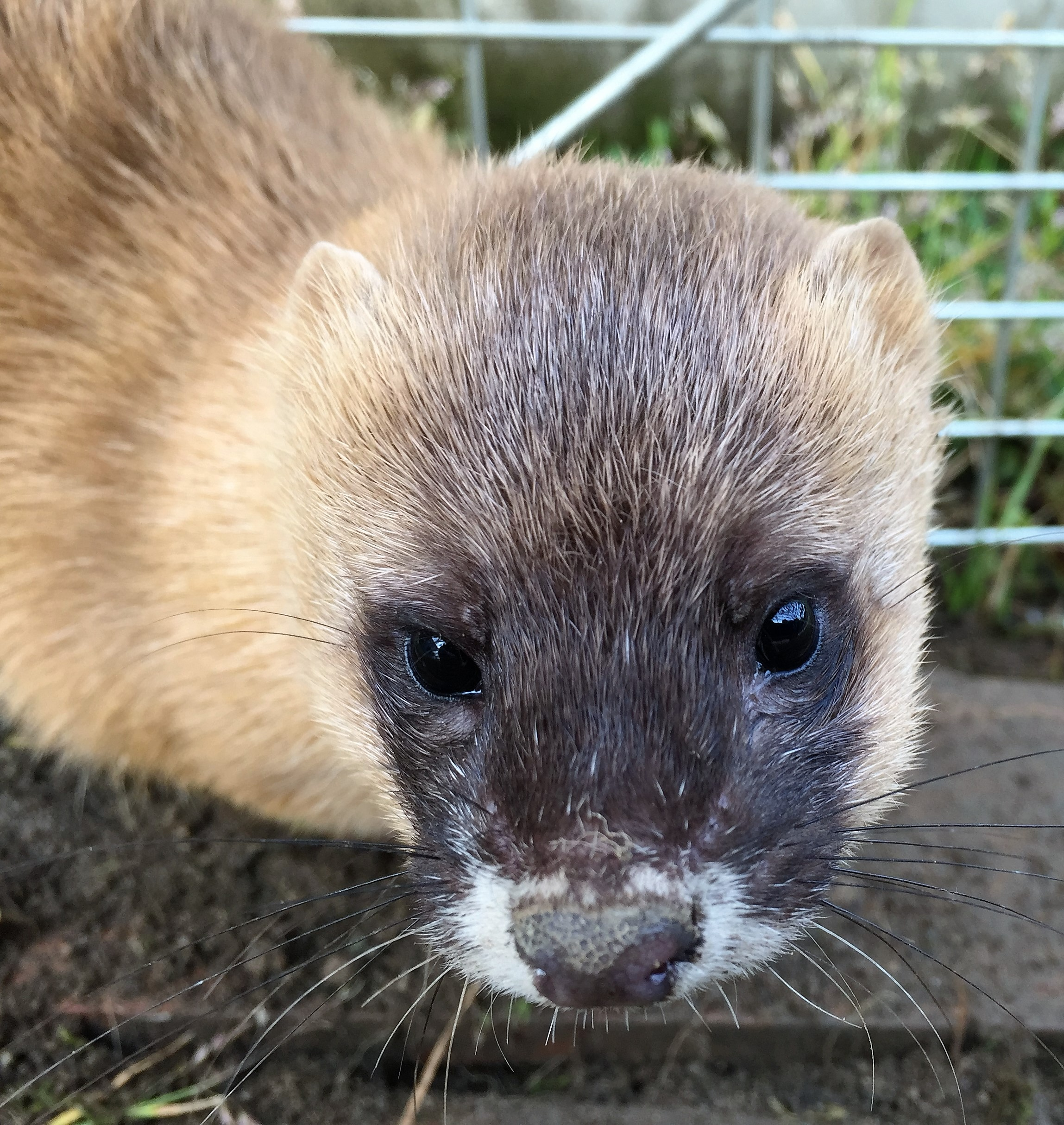
Szibériai görény (Mustela sibirica) portréja
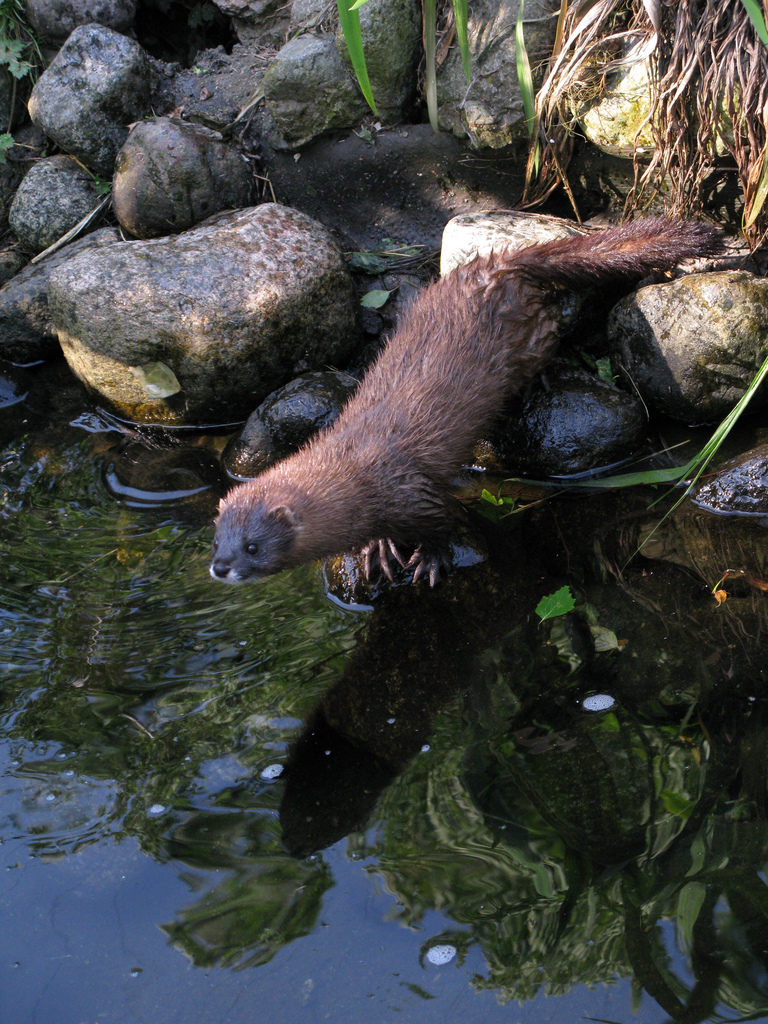
Európai nyérc (Mustela lutreola)
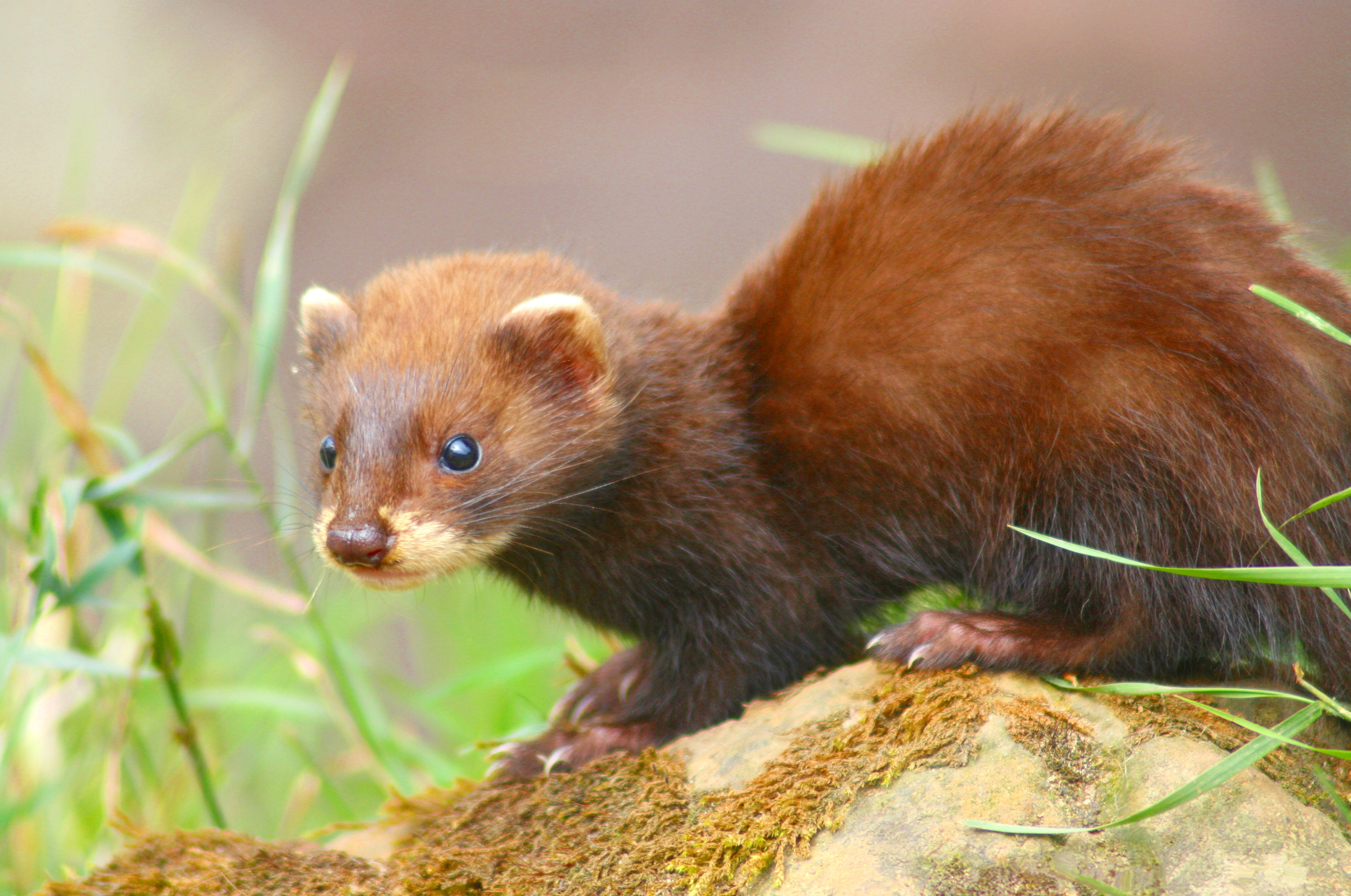
Közönséges görény (Mustela putorius)